# Campillo de Llerena (kommunhuvudort)
Campillo de Llerena är en kommunhuvudort i Spanien.   Den ligger i provinsen Provincia de Badajoz och regionen Extremadura, i den centrala delen av landet, 280 km sydväst om huvudstaden Madrid. Campillo de Llerena ligger 490 meter över havet och antalet invånare är 1 631.
Terrängen runt Campillo de Llerena är platt. Runt Campillo de Llerena är det glesbefolkat, med 15 invånare per kvadratkilometer. Närmaste större samhälle är El Casar, 8,8 km väster om Campillo de Llerena. Trakten runt Campillo de Llerena består till största delen av jordbruksmark.